# Яковлево (Бокситогорський район)
Яковлево (рос. Яковлево) — присілок Бокситогорського району Ленінградської області Росії. Входить до складу Великодвірського сільського поселення.
Населення — 33 особи (2012 рік). 